# 장 4세 드 샬롱아를레
장 4세 드 샬롱아를레(Jean IV de Chalon-Arlay, 1443년 경 – 1502년 4월 15일)는 오랑주 공작이자 아를레의 영주이다. 그는 프랑스 왕가의 중앙 집권화와 확장에 저항한 귀족들의 분쟁인 광기 전쟁에서 중요한 역할을 했었다.

## 가문
장은 기욤 7세 드 샬롱와 카트린 드 브르타뉴(Catherine de Bretagne)의 아들이자 필리베르 드 샬롱와 클로드 드 샬롱의 아버지였다. 그는 또한 프랑수아 2세 드 브르타뉴의 조카였기에 프랑스의 군주와 두 차례 혼인하여 왕비가 된 안 드 브르타뉴의 사촌이기도 하다.

## 부르고뉴 지원
장은 부르고뉴 공작 용담공 샤를의 이익을 지지하면서 프랑스의 군주 루이 11세의 적대감을 초래하였다. 샤를의 패배와 죽음 후, 루이는 장의 많은 재산들을 몰수하였다. 용담공 샤를의 미망인을 오스트리아의 막시밀리안에게 혼인시키려던 시도는 그를 프랑스에서 추방당하게 하였다.

## 브르타뉴 지원
프랑수아 2세 드 브르타뉴의 조카인 장은 막시밀리안으로 인해 브르타뉴 공국의 일에서 핵심적인 역할을 맡게 되었다. 브르타뉴 공작의 수석 장관 피에르 랑데의 적이였던 장은 그를 상대로 쿠데타를 시도하였으나 실패하였다. 브르타뉴 공작은 그의 브르타뉴 내 재산을 몰수하였다. 프랑스의 군주 루이의 사망으로, 장은 프랑스의 새로운 섭정인 안 드 보주와 동맹을 맺었다. 그녀의 지원으로 그는 랑데를 형식적인 재판에서 여러 범죄에 연루되어 고문 끝에 처형당하면서 자리에서 물러나게 할 수 있었다. 장은 브르타뉴 공국에서 중요 결정을 내리는 인물 중 하나가 되었다. 그는 프랑수아에게 프랑스의 영향력에서 균형을 잡기 위해선 공작의 딸 안을 오스트리아의 막시밀리안에게 혼인시켜야 한다고 조언하였지만 프랑스는 브르타뉴를 침공하였다. 이 혼인은 프랑스 왕국과 브르타뉴 공국 사이의 전쟁을 종결할 때 맺은 조약에서 안의 혼인 결정을 가진 프랑스의 군주의 권리를 위반하였다.
장은 침략에 저항한 브르타뉴군의 지도자 중 하나였다. 그러나 그는 생토뱅뒤코르미에 전투에서 결정적인 패배를 당하였다. 그는 전투 후 죽은 척을 하였지만, 결국엔 확인되어 생포되고 말았다. 그는 가택 연금을 당하였지만 브르타뉴 귀환과 안이 알랭 달브레와 결혼하는 걸 막기 위해 샤를 8세에 의해 풀려났다. 프랑수아 공작 사망후, 그는 신임 여공작의 추정상속인이 되었다. 그는 브르타뉴 최고 의회의 인물 중 한 명이였으며, 렌 사령관 자리에 임명되었다. 장은 다시 한번 막시밀리안과 안의 결혼을 시도하였으나 프랑스가 개입하였다. 장은 안과 샤를 사이의 증인으로서 혼인을 중재하였다. 그는 100,000 리브르에 브르타뉴 공국에 대한 그의 모든 권리를 포기하였고 그의 종신까지 들고 있던 브르타뉴 총사령관 지위에 다시 임용되었다.

## 혼인과 자녀
장의 첫째 부인은 잔 드 부르봉(Jeanne de Bourbon)이다. 그의 두 번째 부인은 앙투안 드 뤽상부르의 딸인 필리베르트 드 뤽상부르(Philiberte de Luxembourg)이다.
장은 세 명의 아이를 가졌다:
- 필리베르 드 샬롱
- 불명의 아들
- 클로드 드 샬롱

## 상속
장은 1502년 4월 8일 59세의 나이로 사망하였다. 그의 아들 필리베르 드 샬롱이 아버지의 자리를 상속했다.
그의 부인 필리베르트 드 뤽상부르는 조각가 콩라르 메츠(Conrad Meyts)와 조반니 바티스타 마리오토(Giovanni Battista Mariotto)에게 설화 석고 무덤을 주문하였다. 그의 무덤은 부르고뉴 백작령의 롱르소니에(Lons-le-Saunier) 코르들리에 수녀원에 위치해있다. 이곳에는 장과 그의 첫째 부인 잔 드 부르봉, 장녀 클로드 샬롱, 차남 필리베르 샬롱, 필리베르트 본인도 안치되어있다.
| 장 4세 드 샬롱아를레 샬롱아를레 가문출생: 1443년 1502년 |                           |               |
| 이전 기욤 7세                                           | 오랑주 공작 1475년–1502년 | 이후 필리베르 |